# Kategorie (IFRS)
Als Kategorie werden in den International Financial Reporting Standards und deshalb auch im Rechnungswesen Einteilungsregeln für Finanzinstrumente bei der Bilanzierung bezeichnet.

## Allgemeines
Nach IAS 39.9 müssen sämtliche Finanzinstrumente bei der Bilanzierung einer bestimmten Kategorie zugeordnet werden. Finanzinstrumente sind nach IAS 39.11 „ein Vertrag, der gleichzeitig bei dem einen Unternehmen einen finanziellen Vermögenswert und bei dem anderen Unternehmen zu einer finanziellen Verbindlichkeit oder einem Eigenkapitalinstrument führt“. Dabei lassen sich die Finanzinstrumente wie folgt einteilen:
| Finanzinstrument             | Bilanzposition                | Beispiele                                   | Bilanzbuch                                                      |
| ---------------------------- | ----------------------------- | ------------------------------------------- | --------------------------------------------------------------- |
| originäre Finanzinstrumente  | Aktiva Passiva                | Forderungen Verbindlichkeiten, Eigenkapital | Anlagebuch                                                      |
| derivative Finanzinstrumente | Forderungen/Verbindlichkeiten | Forwards, Futures, Optionen, Swaps          | Anlagebuch für Sicherungsgeschäfte, Handelsbuch zur Spekulation |

Die Kategorie regelt hierbei, wie Finanzinstrumente als Bilanzposition im Hinblick auf ihre Laufzeit oder Fälligkeit und in der Gewinn- und Verlustrechnung bei Wertänderungen zu behandeln sind. Diese Regeln sind insbesondere bei der Bankbilanzierung in Kreditinstituten von Bedeutung.

## Arten
Nach IAS 39.9 müssen sämtliche Finanzinstrumente einer der vier vorgesehenen Kategorien zugeordnet werden:

### Loans & Receivables (L&R)
(deutsch „Forderungen und Verbindlichkeiten“), die keine Derivate sind, mit feststehenden oder bestimmbaren Zahlungen verbunden sind und in keinem Markt gehandelt werden. Diese Finanzinstrumente werden zu fortgeführten Anschaffungskosten bewertet. Disagien werden effektivzins-konform abgegrenzt und im Zinsergebnis gezeigt. Wertminderungen aufgrund von Bonitätsänderungen des Schuldners werden durch Impairment-Tests ermittelt und abgeschrieben.
Beispiele sind von Kreditinstituten vergebene Kredite. Gewährt eine Bank einen Kredit mit einer Laufzeit von 10 Jahren zu einem Festzins von 5 % und steigen die Marktzinssätze derart, dass die Bank für den gleichen Kredit nun 6 % verlangen würde (Zinsänderungsrisiko), würde die Bank den Kredit nur mit einem Abschlag im Kredithandel verkaufen können. Dieser theoretische Verlust wird nicht in der Gewinn- und Verlustrechnung gezeigt. Die Annahme ist, dass die Bank diesen Kredit typischerweise bis zur Fälligkeit (zu 100 %) hält und der Verlust daher nie realisiert wird.
Other Liabilities (deutsch „sonstige Verbindlichkeiten“) werden analog wie L&R zu fortgeführten Anschaffungskosten bewertet.

### Held to Maturity (HtM)
(deutsch „Halten bis zur Fälligkeit“). Hierbei handelt es sich um nicht derivative Vermögenswerte mit feststehenden oder bestimmbaren Zahlungen und fester Laufzeit oder Fälligkeit, die das Institut bis zur Fälligkeit im Bestand behalten will und kann.
Beispiele sind Anleihen mit fester Endfälligkeit, bei denen kein Kursrisiko besteht (außer bei Fremdwährungsanleihen), weil sie am Fälligkeitstag zu 100 % zurückgezahlt werden. Kommt es dennoch zu einem vorzeitigen Verkauf, so schreibt IAS 39.9 bei Finanzinstrumenten mit Halteabsicht (IAS 39.AG 16) und Haltefähigkeit (IAS 39.AG 23) vor, dass beim Verkauf von mehr als einer Position die gesamte Kategorie für die nächsten zwei Jahre gesperrt wird (englisch tainting rule).

### Held for Trading (HfT)
(deutsch „für Handelszwecke gehalten“). Dies sind Wertpapiere und nicht als Sicherungsgeschäft dienende Derivate, die nicht dauerhaft im Bestand gehalten, sondern für Handelszwecke und aus Gründen der Gewinnmaximierung gekauft und verkauft werden; sie sind täglich mit dem Marktwert zu bewerten. Besteht ein solcher nicht, ist ein Fair Value anzusetzen. Wertänderungen werden direkt in der GuV als Gewinn/Verlust gezeigt. Das anteilige Agio/Disagio wird nicht als Zinsergebnis, sondern auch als Handelsergebnis gezeigt. Für andere Finanzinstrumente verwendet man die Kategorie Fair Value at Inception (FVaI) (deutsch „von Beginn an beizulegender Zeitwert“) mit gleicher Funktion. Der Oberbegriff für beide ist „zum Fair Value über die Gewinn- und Verlustrechnung“ (englisch at fair value through profit or loss). Diese Zuordnung ist nur unter erschwerten Voraussetzungen möglich, denn sie muss bei der erstmaligen Bilanzierung schriftlich dokumentiert sein und zu aussagefähigen Informationen führen.
Beispiel sind Zinsoptionen des Handelsbestands, die auch temporär aus Gründen der Spekulation eingegangen werden können.

### Available for Sale (AfS)
(deutsch „Zur Veräußerung bestimmt“). Darunter fallen nicht derivative Finanzinstrumente, die zwar nicht für kurzfristige Handelsgeschäfte vorgesehen sind, bei denen ein Verkauf aber beabsichtigt ist. Diese werden analog HfT behandelt. Der Unterschied zu HfT ist, dass die Wertänderungen nicht direkt in der GuV, sondern in der Neubewertungsreserve (in IFRS 9: Other Comprehensive Income (OCI)) gezeigt werden. Sie müssen zum Fair Value bewertet werden.

## Übersicht
Aus IAS 39.9 lässt sich folgende Übersicht entwickeln:
| Kategorie           | Bewertung                                | Beispiele |
| ------------------- | ---------------------------------------- | --- |
| Loans & Receivables | fortgeführte Anschaffungskosten          | Forderungen (Debitoren, Kredite) Verbindlichkeiten (Lieferungen und Leistungen, Spar-, befristete und Sichteinlagen) |
| Held to Maturity    | fortgeführte Anschaffungskosten          | Anleihen, Spar(kassen)briefe                                                                                         |
| Held for Trading    | Fair Value über die GuV                  | Forwards, Futures, Optionen, Swaps zu Handelszwecken, Kredite im Kredithandel                                        |
| Available for Sale  | Fair Value über die Neubewertungsreserve | alle nicht derivativen Finanzinstrumente, die keiner der obigen Kategorien zugeordnet werden können                  |

## Umwidmung
Im Bankwesen können verlustbringende, nicht nur temporäre Wertminderungen aus Kursrückgängen bei Anleihen als Aktiva (wie bei der Silicon Valley Bank im März 2023) in den EU-Mitgliedstaaten dadurch verhindert werden, dass nach § 340e Abs. 1 HGB (oder gleichlautenden Vorschriften in anderen EU-Mitgliedstaaten) eine Umwidmung dieser Finanzinstrumente vom Held for Trading (Umlaufvermögen) in Held to Maturity (Finanzvermögen) vorgenommen wird. Die Voraussetzung für eine Umwidmung aus dem Handelsbuch in den Anlagebuch ist ausnahmsweise gegeben, wenn außergewöhnliche Umstände zu einer Aufgabe der Handelsabsicht durch das Kreditinstitut führen (§ 340e Abs. 3 HGB) und die Anleihen eine Restlaufzeit von mindestens einem Jahr aufweisen. Ein „außergewöhnlicher Umstand“ kann eine Marktstörung in Form einer Finanzkrise sein wie beispielsweise die Subprime-Krise ab 2007. Die bankenaufsichtsrechtliche Zulässigkeit der „Umbuchungen“ zwischen Anlage- und Handelsbuch ergibt sich aus Art. 104 Abs. 2g Verordnung (EU) Nr. 575/2013 Kapitaladäquanzverordnung (CRR).

## US-GAAP
Auch in den „Allgemein anerkannte Rechnungslegungsgrundsätze der Vereinigten Staaten“ US GAAP finden diese Kategorien Anwendung. Available for Sale (AfS) ist neben Held for Trading (HfT) und Held to Maturity (HtM) eine von drei in US GAAP anerkannten Klassifikationen.
 